# Diskografija sastava Asian Kung-Fu Generation
Ovo je stranica o kompletnoj diskografiji japanskog rock sastava Asian Kung-Fu Generation. Do sada su izdali 6 studijskih albuma, 3 kompilacije, 5 EP-ova, 12 singlova, te snimili 18 spotova.

## Studijski albumi
| Godina | Detalji                                                                           | Najviša pozicija na ljestvicama | Najviša pozicija na ljestvicama |
| Godina | Detalji                                                                           | Oricon                          | Svjetska ljestvica              |
| ------ | --------------------------------------------------------------------------------- | ------------------------------- | ------------------------------- |
| 2003.  | Kimi Tsunagi Five M - Datum izlaska: 19. studenog 2003. - Izdavač: Ki/oon Records | 5                               | —                               |
| 2004.  | Sol-fa - Datum izlaska: 20. listopada 2004. - Izdavač: Ki/oon/Tofu                | 1                               | 3                               |
| 2006.  | Fanclub - Datum izlaska: 15. ožujka 2006. - Izdavač: Ki/oon/Gan-Shin              | 3                               | 7                               |
| 2006.  | Feedback File - Datum izlaska: 25. listopada 2006. - Izdavač: Ki/oon              | 2                               | 17                              |
| 2008.  | World World World - Datum izlaska: 5. ožujka 2008. - Izdavač: Ki/oon              | 1                               | 7                               |
| 2008.  | Surf Bungaku Kamakura - Datum izlaska: 11. studenog 2008. - Izdavač: Ki/oon       | 2                               | 18                              |

## Kompilacije
| Godina | Detalji                                                                                |
| ------ | -------------------------------------------------------------------------------------- |
| 2005.  | Nano-Mugen Compilation - Datum izlaska: 8. lipnja 2005. - Izdavač: Ki/oon Records      |
| 2006.  | Nano-Mugen Compilation 2006 - Datum izlaska: 5. srpnja 2006. - Izdavač: Ki/oon Records |
| 2008.  | Nano-Mugen Compilation 2008 - Datum izlaska: 9. srpnja 2008. - Izdavač: Ki/oon Records |

## EP-ovi
| Godina | Detalji |
| ------ | --- |
| 2000.  | Caramelman and Asian Kung-Fu Generation - Datum izlaska: 2000. - Izdavač: neovisna produkcija                             |
| 2000.  | The Time Past and I Could Not See You Again - Datum izlaska: 2000. - Izdavač: neovisna produkcija                         |
| 2001.  | I'm Standing Here - Datum izlaska: 30. studenog 2001. - Izdavač: neovisna produkcija                                      |
| 2003.  | Hōkai Amplifier - Datum izlaska: 25. studenog 2002. - Reizdanje: 23. travnja 2003. - Izdavač: Under Flower/Ki/oon Records |
| 2008.  | Iako Minu Ashita ni - Datum izlaska: 11. lipnja 2008. - Izdavač: Ki/oon Records                                           |

## Singlovi
| Godina | Naslova                             | Najviša pozicija | Album                 |
| Godina | Naslova                             | Oricon           | Album                 |
| ------ | ----------------------------------- | ---------------- | --------------------- |
| 2003.  | "Mirai no Kakera"                   | 34               | Kimi Tsunagi Five M   |
| 2003.  | "Kimi to Iu Hana"                   | 14               | Kimi Tsunagi Five M   |
| 2004.  | "Siren"                             | 2                | Sol-fa                |
| 2004.  | "Loop & Loop"                       | 8                | Sol-fa                |
| 2004.  | "Rewrite"                           | 4                | Sol-fa                |
| 2004.  | "Kimi no Machi Made"                | 3                | Sol-fa                |
| 2005.  | "Blue Train"                        | 5                | Fanclub               |
| 2006.  | "World Apart"                       | 1                | Fanclub               |
| 2006.  | "Aru Machi no Gunjō"                | 4                | World World World     |
| 2007.  | "After Dark"                        | 5                | World World World     |
| 2008.  | "Korogaru Iwa, Kimi ni Asa ga Furu" | 6                | World World World     |
| 2008.  | "Fujisawa Loser"                    | 5                | Surf Bungaku Kamakura |
| 2009.  | "Shinseiki no Love Song"            | 4                |                       |
| 2010.  | "Solanin"                           |                  |                       |

## Ostali doprinosi
| Godina | Pjesma               | Album                               |
| ------ | -------------------- | ----------------------------------- |
| 2002.  | 1. "Twelve"          | Whatct You Gonna Do?                |
| 2006.  | "Aru Machi no Gunjō" | Tekkon Kinkreet Original Soundtrack |
| 2007.  | 8. "欠けボタンの浜"  | Husking Bee Tribute Album           |

## Videografija

### Glazbeni videospotovi
| Godima | Spot                                | Redatelj                     |
| ------ | ----------------------------------- | ---------------------------- |
| 2003.  | "Haruka Kanata"                     | Toshikazu Miyano             |
| 2003.  | "Mirai no Kakera"                   | Suguru Takeuchi              |
| 2003.  | "Kimi to iu Hana"                   | Toshiaki Toyoda              |
| 2004.  | "Siren"                             | Toshiaki Toyoda              |
| 2004.  | "Loop & Loop"                       | Kazuyoshi Oku＋Masafumi Gotō |
| 2004.  | "Rewrite"                           | Kazuyoshi Oku                |
| 2004.  | "Kimi no Machi Made"                | Daisuke Shibata              |
| 2005.  | "Blackout"                          | Daisuke Shibata              |
| 2005.  | "Blue Train"                        | Kazuyoshi Oku                |
| 2006.  | "World Apart"                       | Nobuyuki Matsukawa           |
| 2006.  | "Jūni Shinhō no Yūkei"              | Tetsurō Takeuchi             |
| 2006.  | "Kaiga Kyōshitsu"                   | Masakazu Fukatsu＋POU        |
| 2006.  | "Aru Machi no Gunjō"                | Hideaki Sunaga               |
| 2007.  | "After Dark"                        | Tsukagoshi Tadashi           |
| 2008.  | "Korogaru Iwa, Kimi ni Asa ga Furu" | Kazuyoshi Oku                |
| 2008.  | "Atarashii Sekai"                   | Kazuto Nakazawa              |
| 2008.  | "Mustang"                           | Masatsugu Nagasoe            |
| 2008.  | "Natsusemi"                         | Hideaki Sunaga               |
| 2008.  | "Fujisawa Loser"                    | Naoto Nakanishi              |
| 2009.  | "Yoru no Call"                      | Manjot Bedi                  |
| 2009.  | "Shinseiki no Love Song"            | Erī Ōmiya                    |
| 2010.  | "Solanin"                           | Takahiro Miki                |

### Video
- Eizō Sakuhinshū Vol. 1 (26. studenog 2004.)
- Eizō Sakuhinshū Vol. 2 (20. travnja 2005.)
- Eizō Sakuhinshū Vol. 3 (21. ožujka 2007.)
- Eizō Sakuhinshū Vol. 4 (26. ožujka 2008.)
- Eizō Sakuhinshū Vol. 5 (25. ožujka 2009.)

## Vanjske poveznice
- Asian Kung-Fu Generation - službena stranica (engl.)
- Asian Kung-Fu Generation - službena stranica (japanski)
- Nano-Mugen - službena stranica